# Hijiri Onaga
Hijiri Onaga (født 23. februar 1995) er en japansk fodboldspiller, som spiller for den japanske fodboldklub V-Varen Nagasaki.